# Neoancistrotus dubius
Neoancistrotus dubius is een hooiwagen uit de familie Gonyleptidae.